# James B. Pritchard
Pour les articles homonymes, voir Pritchard.
James Bennett Pritchard (né le 4 octobre 1909 à Louisville et mort le 1er janvier 1997) est un archéologue américain qui a travaillé sur les relations entre les religions des anciens peuples d'Israël, de Canaan, d'Égypte, d'Assyrie et de Babylone. Il a reçu en 1983 la médaille d'or honorant une contribution archéologique exemplaire (Distinguished Archaeological Achievement) de l'Institut archéologique américain (Archaeological Institute of America ou AIA). Il a été professeur d'archéologie à l'université de Pennsylvanie.
Les excavations qu'il a menées dans la région de la ville de Sarafand au Liban ont permis de mettre au jour les restes de l'ancienne cité phénicienne de Sarepta.

## Publications
- James B. Pritchard, Recovering Sarepta, a Phoenician City, Princeton University Press, Princeton, 1978.
- James B. Pritchard, Sarepta IV: The Objects from Area II X, Publications de l'Université libanaise, 1988
- James B. Pritchard, The cemetery at Tell es-Sa'idiyeh, Jordan, Philadelphia, The University Museum University of Pennsylvania, 1980
- James B. Pritchard, Tell es-Sa`idiyeh : excavations on the Tell, 1964-1966, Philadelphia, University of Pennsylvania Museum of Archaeology Press, 1985
- James B. Pritchard, "New evidence on the role of the Sea Peoples in Canaan at the Beginning of the Iron Age", in The Role of the Phoenicians, 1968.